# Hallvardskatedralen
Hallvardskatedralen var en tidligere katedral i Oslo, Norge. Den blev opført i 1100-tallet, men i 1600-tallet gik den i forfald, og i dag er der kun ruiner tilbage. Den ligger mellem Bispegata og St. Halvards gate.

## Historie
Hallvardskatedralen var den første katedral i Oslo. Den blev opført i begyndelsen af 1100-tallet, og blev brugt som kirke frem til 1655. Udover at være bispesæde og religiøst centrum for det østlige Norge i omkring 500 år, så fungerede den også som kroningskirke, blev brugt til kongelige bryllupper og det var en af Skandinavien mest besøgte pilgrimsmål. Hallvardskirkegården ligger syd for katedralen. Det var en æreskirkegård i Oslo go for det østlige Norge fra 1130 og frem til 1169. Biskopper og andre prominente mænd og kvinder blev begravet her sammen med flere norske konger.
De første arkæologiske udgravninger af ruinerne blev udført i 1865 af Nicolay Nicolaysen. Mod slutningen af 1800-tallet blev Bispegata udvidet mod øst over området hvor katedral lå. I begyndelsen af 1920'erne ledede Gerhard Fischer (1890–1977) den sidste del af udgravningerne. Dele af ruinerne blev fjernet for at skabe plads til Østfoldbanen mellem 1920-22. Ruinerne af katedralen er nu hovedattraktionen i Minneparken, som åbnede i 1932 i bydelen Gamlebyen.
Ved siden af stedet findes ruinerne fra den middelalderlige sognekirke Korskirken.

## Begravede konger
- Sigurd Jorsalfar
- Magnus den Blinde
- Inge Krokrygg

## Galleri
- Ruiner af Hallvardskatedralen.
- Ruiner af Hallvardskatedralen.
- Ruiner af Hallvardskatedralen.
- Ruinparken